# Сейдабад (Марказі)
Сейдабад (перс. صيداباد) — село в Ірані, у дегестані Каре-Чай, в Центральному бахші, шагрестані Саве остану Марказі. За даними перепису 2006 року, його населення становило 64 особи, що проживали у складі 11 сімей.

## Клімат
Середня річна температура становить 17,90°C, середня максимальна – 36,96°C, а середня мінімальна – -3,86°C. Середня річна кількість опадів – 256 мм.
| Клімат поселення                              | Клімат поселення | Клімат поселення | Клімат поселення | Клімат поселення | Клімат поселення | Клімат поселення | Клімат поселення | Клімат поселення | Клімат поселення | Клімат поселення | Клімат поселення | Клімат поселення | Клімат поселення |
| Показник                                      | Січ.             | Лют.             | Бер.             | Квіт.            | Трав.            | Черв.            | Лип.             | Серп.            | Вер.             | Жовт.            | Лист.            | Груд.            |                  |
| Середній максимум, °C                         | 13,95            | 16,44            | 20,27            | 26,68            | 31,87            | 36,55            | 36,96            | 35,54            | 31,71            | 25,90            | 19,64            | 13,49            |                  |
| Середня температура, °C                       | 5,04             | 7,54             | 11,37            | 17,78            | 22,97            | 27,65            | 30,16            | 28,75            | 24,93            | 19,12            | 12,87            | 6,71             |                  |
| Середній мінімум, °C                          | −3,86            | −1,38            | 2,47             | 8,88             | 14,06            | 18,74            | 23,37            | 21,96            | 18,13            | 12,34            | 6,06             | −0,08            |                  |
| Норма опадів, мм                              | 41               | 36               | 42               | 28               | 18               | 3                | 1                | 1                | 2                | 18               | 27               | 39               |                  |
| Середньомісячна швидкість вітру, м/с          | 1.64             | 2.30             | 2.82             | 3.25             | 3.12             | 2.96             | 3.24             | 3.02             | 2.51             | 2.36             | 2.03             | 1.60             |                  |
| Середньомісячна сонячна радіація, кДж/м²·день | 9355             | 12170            | 14663            | 18179            | 22124            | 26060            | 25329            | 23443            | 20054            | 14881            | 10999            | 8887             |                  |
| --------------------------------------------- | ---------------- | ---------------- | ---------------- | ---------------- | ---------------- | ---------------- | ---------------- | ---------------- | ---------------- | ---------------- | ---------------- | ---------------- | ---------------- |
| Джерело:                                      |                  |                  |                  |                  |                  |                  |                  |                  |                  |                  |                  |                  |                  |